# 화순 운주사 대웅전앞다층석탑
화순 운주사 대웅전앞다층석탑(和順 雲住寺 大雄殿앞多層石塔)은 대한민국 전라남도 화순군 도암면 용강리, 운주사에 있는 다층석탑이다. 2005년 7월 13일 전라남도의 유형문화재 제280호로 지정되었다.

## 참고 문헌
- 화순운주사대웅전앞다층석탑 - 국가유산청 국가유산포털